# حسن الخطيب
حسن محمد حسن الخطيب (1962 -) هو سياسي مصري، يشغل منصب وزير الاستثمار والتجارة الخارجية المصري، كما شغل منصب وزير التعليم العالي والبحث العلمي سابقا.

## حياته ونشاته
ولد حسن محمد السيد حسن الخطيب سنة 1962 بالقاهرة، حصل على البكالوريوس الهندسة الميكانيكية من جامعة القاهرة عام 1984، وعلى درجة الماجستير في الهندسة الميكانيكية من جامعة هارفارد عام 1986، والدكتوراه في الهندسة الميكانيكية من جامعة هارفارد، عام 1989.

## مناصب
- شغل منصب نائب رئيس مجلس إدارة البنك الأهلي المصري لقطاع الاستثمار والخدمات المصرفية للشركات.[5]
- شغل منصب الرئيس التنفيذي لبنك الاستثمار القومي.
- شغل منصب نائب وزير التجارة والصناعة.
- شغل منصب عضو مجلس إدارة في العديد من الشركات المصرية والعالمية.[6]
- شغل منصب وزير التعليم العالي والبحث العلمي

## انجازات
- ساهم في تطوير التعليم العالي والبحث العلمي في مصر خلال توليه منصب وزير التعليم العالي والبحث العلمي.
- عمل على جذب الاستثمارات الأجنبية إلى مصر خلال توليه منصب وزير الاستثمار والتجارة الخارجية.

## الجوائز
حصل على العديد من الجوائز والتكريمات خلال مسيرته المهنية،من بينها جائزة أفضل رئيس تنفيذي لبنك استثماري في الشرق الأوسط وشمال إفريقيا من مجلة إنترناشونال فاينانس.